# Witold Wojtkiewicz

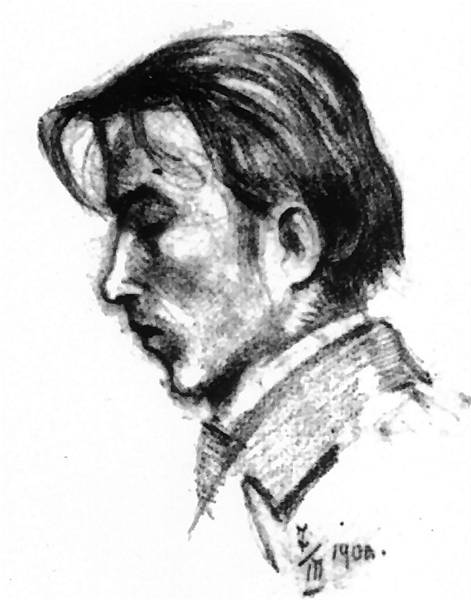
Witold Wojtkiewicz, zelfportret

Witold Wojtkiewicz (Warschau, 29 december 1879 – aldaar, 14 juni 1909) was een Pools kunstschilder, tekenaar en graficus. Hij wordt gerekend tot de stroming van het symbolisme en ook wel tot het expressionisme.

## Leven en werk
Wojtkiewicz was de zoon van een bankbediende. Het gezin telde elf kinderen en zijn vroege artistieke ambities werden weinig gestimuleerd. Niettemin begon hij in 1902 met een studie aan de Russische Kunstacademie te Sint-Petersburg. Na korte tijd keerde hij echter weer terug naar Polen, volgde colleges aan de Kunsthogeschool te Krakau en volgde een tekenopleiding te Warschau.
Na zijn studies raakte Wojtkiewicz verzeild in vooruitstrevende Poolse kunstenaarskringen, samen met onder anderen Leopold Gottlieb, Vlastimil Hofman en schrijver Tadeusz Boy-Żeleński. Wojtkiewicz schreef in die periode ook artikelen voor kunsttijdschriften en teksten voor het bekende Krakause cabaretgezelschap Zielony Balonik (De groene luchtballon).
Als kunstschilder wordt Wojtkiewicz gerekend tot het symbolisme, met duidelijke kenmerken van het expressionisme. Wojtkiewicz maakte ook veel boekgravures. Zijn werk wordt getypeerd door het strikt individuele karakter en valt op door het grillige lijnenspel. Vaak schilderde hij taferelen met elementen uit de kinderwereld. Maurice Denis en André Gide behoorden tot zijn bewonderaars en organiseerden voor hem een expositie in de Parijse galerie Druet.
Wojtkiewicz leed aan een aangeboren, ongeneeslijke ziekte. In 1908 speelde deze plotseling sterk op en hij overleed in 1909, op 29-jarige leeftijd. André Gide betreurde de vroegtijdige dood van Wojtkiewicz in zijn dagboek als een “ondefinieerbaar verlies voor de kunst die nog moet komen”.

## Galerij

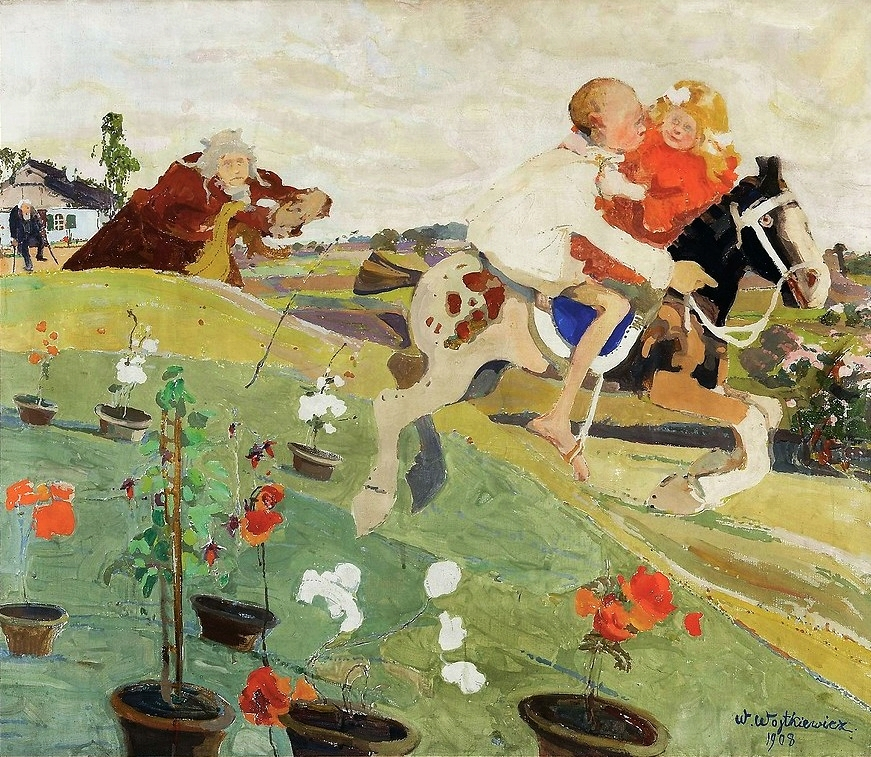
Abduction of a Princess (Escape)
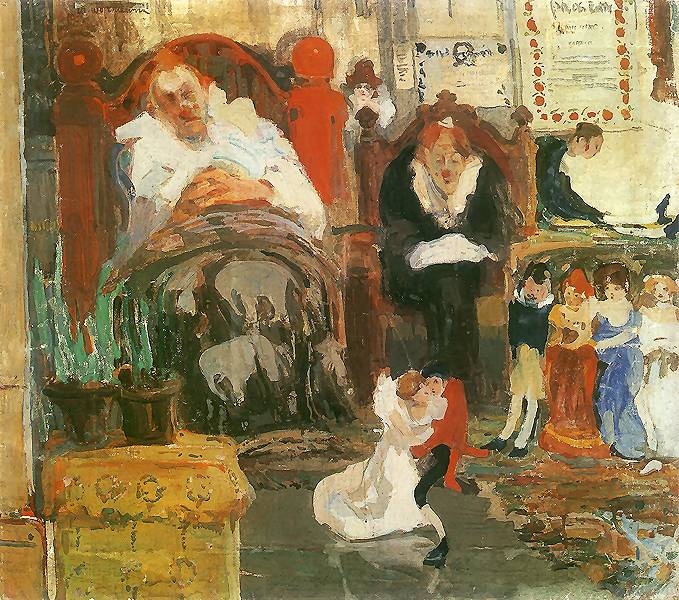
Marionets
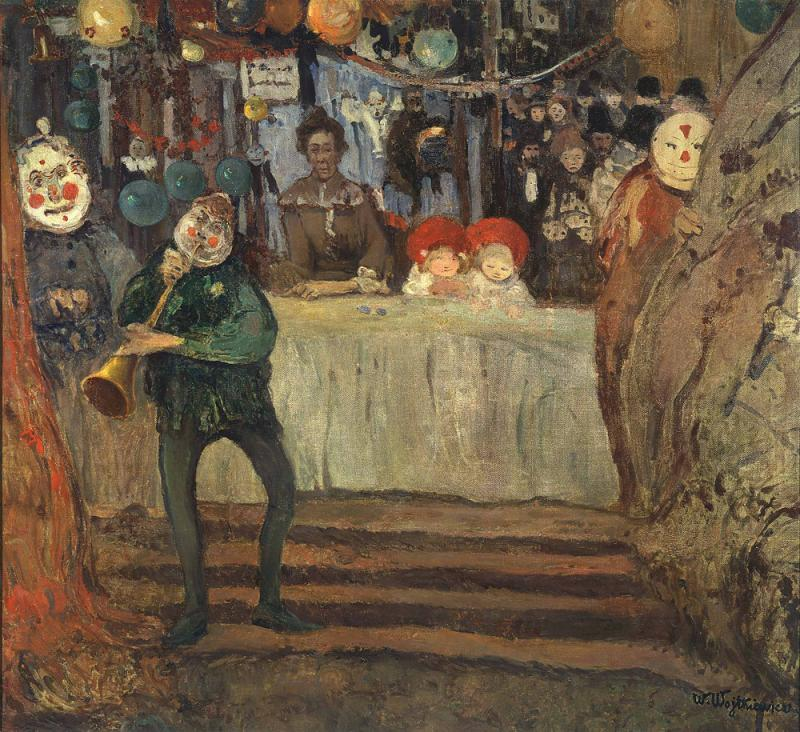
The Circus
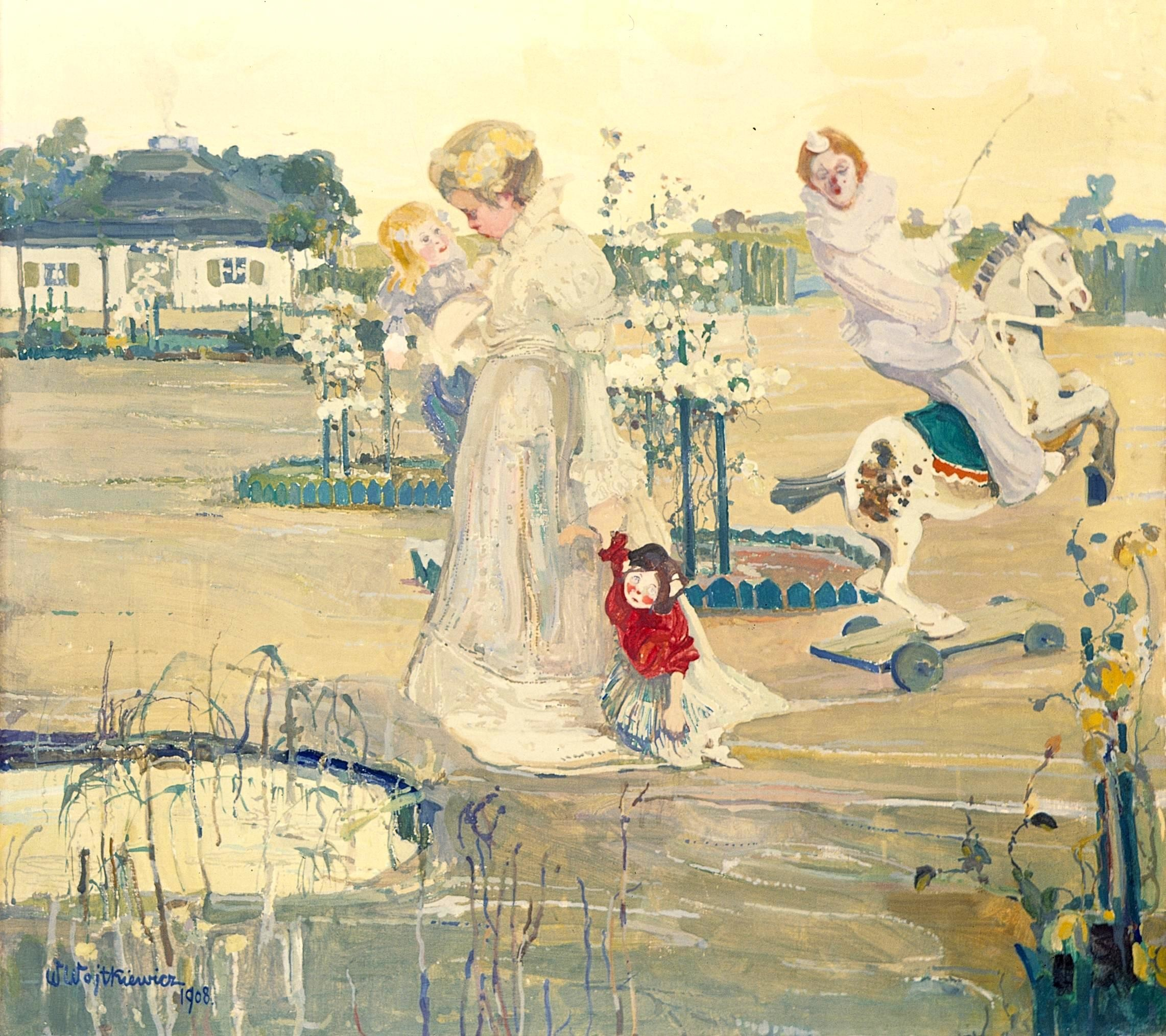
Rozstanie
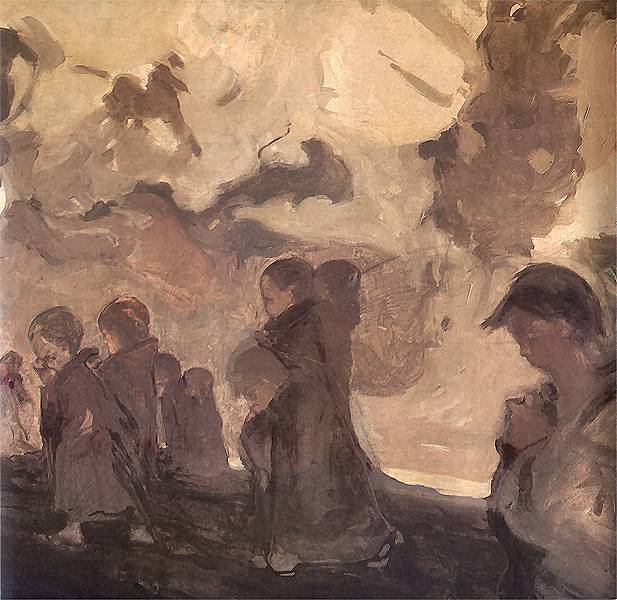
Children's crusader
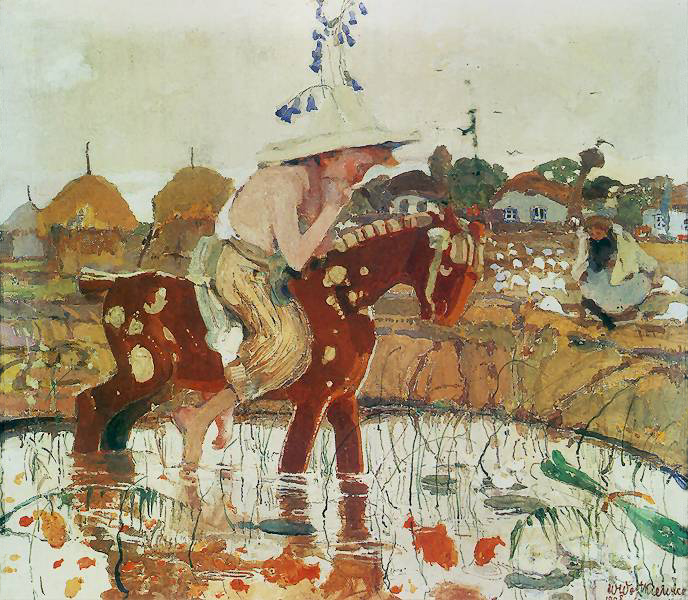
Vision
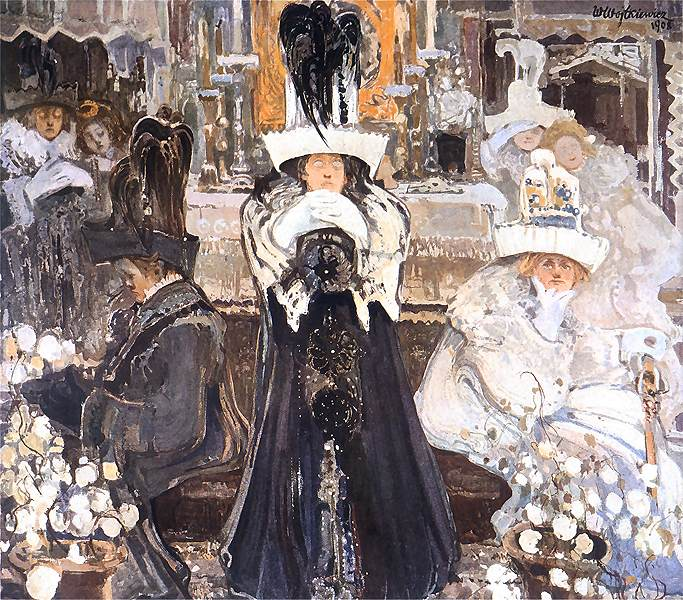
Meditations. Ash Wednesday
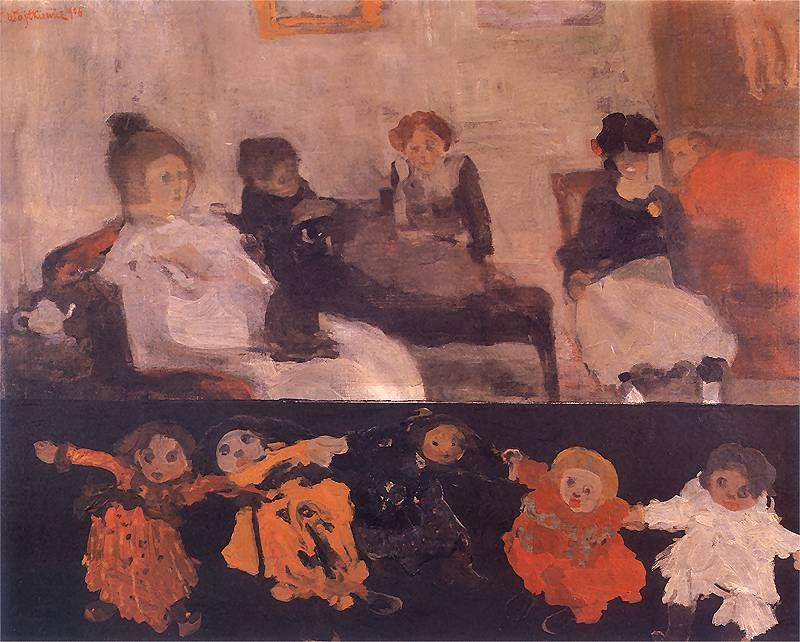
Dolls
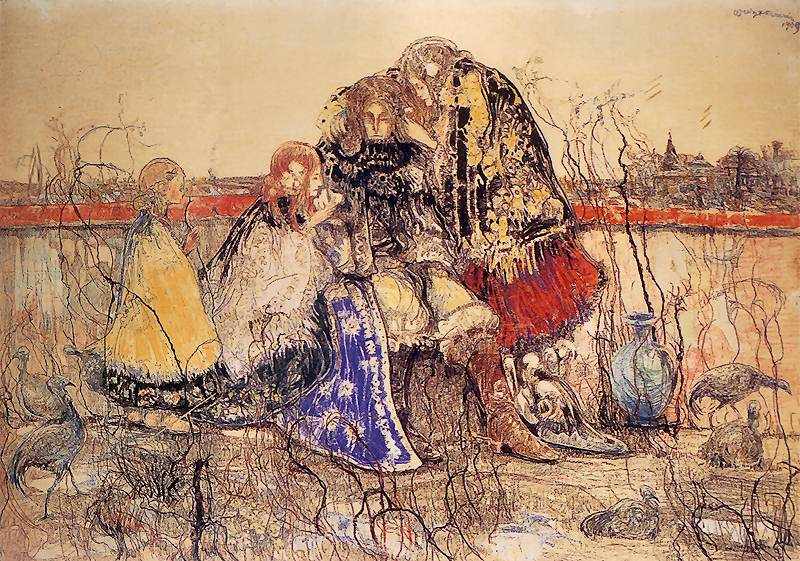
A Knight’s Tale
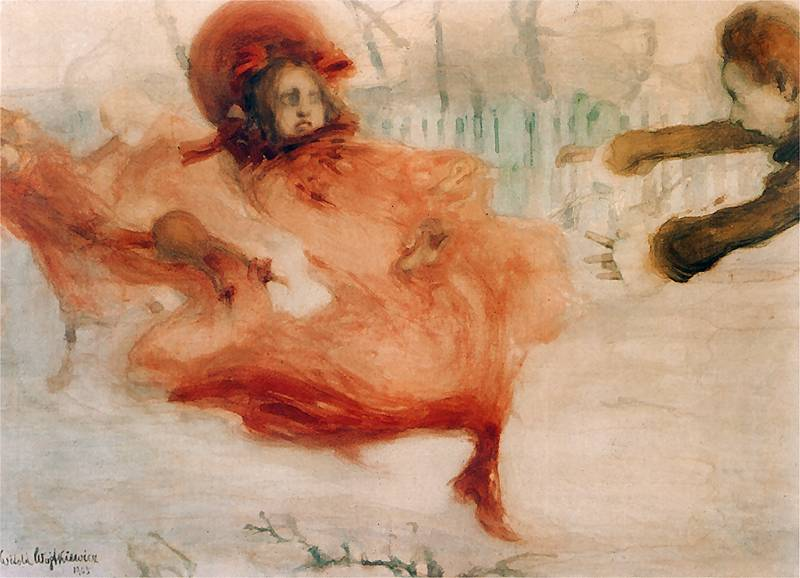
Windvlaag in de Lente